# Primera División Uruguaya 1944
Il campionato era formato da dieci squadre e il Peñarol vinse il titolo.

## Classifica finale
| Pos. | Squadra              | G  | V  | N | P  | GF | GS | Punti |
| ---- | -------------------- | -- | -- | - | -- | -- | -- | ----- |
| 1    | Peñarol              | 18 | 12 | 3 | 3  | 41 | 21 | 27    |
| 2    | Nacional             | 18 | 12 | 3 | 3  | 48 | 21 | 27    |
| 3    | Defensor             | 18 | 10 | 5 | 3  | 43 | 27 | 25    |
| 4    | Montevideo Wanderers | 18 | 7  | 5 | 6  | 32 | 31 | 19    |
| 5    | Central              | 18 | 7  | 3 | 8  | 35 | 34 | 17    |
| 6    | Sud América          | 18 | 5  | 4 | 9  | 24 | 37 | 14    |
| 7    | Liverpool            | 18 | 5  | 3 | 10 | 22 | 30 | 13    |
| 8    | River Plate          | 18 | 6  | 1 | 11 | 29 | 43 | 13    |
| 9    | Miramar              | 18 | 4  | 5 | 9  | 23 | 37 | 13    |
| 10   | Racing Montevideo    | 18 | 5  | 2 | 11 | 27 | 43 | 12    |

G = Partite giocate; V = Vittorie; N = Nulle/Pareggi; P = Perse; GF = Goal fatti; GS = Goal subiti; 

### Spareggio per il titolo
- Nacional 0-0 Peñarol
- Nacional 2-3 Peñarol

## Classifica marcatori
| Gol |  |  | Giocatore     | Squadra  |
| --- |  |  | ------------- | -------- |
| 21  |  |  | Atilio García | Nacional |